# مانوس هاجیداکیس
مانوس هاجیداکیس (یونانی: Μάνος Χατζιδάκις؛ ‏ ۲۳ اکتبر ۱۹۲۵ – ۱۵ ژوئن ۱۹۹۴) یک آهنگ‌ساز، نوازنده و نظریه‌پرداز برجسته اهل یونان بود.

## زندگی‌نامه
او برای بسیاری از تراژدی‌های باستانی و رپرتوارهای مدرن، آوازهای لایت و فولک، تئاتر، باله و سینما آهنگ ساخته‌است. هاجیداکیس همراه با میکیس تئودوراکیس یکی از بنیان‌گذاران موسیقی «اِندخنو» به‌شمار می‌رود. مأنوس، موسیقیدانی پرکار و حرفه‌ای بود که در طول زندگی هنری‌اش برای بیش از ۲۰۰ فیلم یونانی و بین‌المللی موسیقی فیلم و ترانه نوشت. مشهورترین موسیقی فیلم‌های او، یکشنبه‌ها هرگز که ترانه‌اش جایزهٔ اسکار بهترین ترانهٔ سال ۱۹۶۰ را نصیب وی کرد. آمریکا، آمریکا و توپ‌قاپی بودند. هاجیداکیس بر اثر بیماری اِدم ریه در ۱۵ ژوئن ۱۹۹۴ میلادی در سن ۶۸ سالگی در شهر آتن درگذشت.

## بخشی از فیلمشناسی
- قهرمانان[۱] (۱۹۷۰/ ۱۳۴۹ در ایران)
- توپ‌قاپی (۱۹۶۴)
- آمریکا، آمریکا (۱۹۶۳) ترانه «خداحافظی با پسر»
- یکشنبه‌ها هرگز (۱۹۵۹)
- فیلم دلپذیر (۱۹۷۴)